# Dermatolepis striolata
Dermatolepis striolata é uma espécie de peixe da família Serranidae.
Pode ser encontrada nos seguintes países: Comores, Eritrea, Irão, Quénia, Moçambique, Omã, Seychelles, Somália, África do Sul, Tanzânia, Iémen e possivelmente em Madagáscar.
Os seus habitats naturais são: mar aberto, mar costeiro, pradarias aquáticas subtidais e recifes de coral.